# سان فنتشنزو فالي روفيتو
سان فنتشنزو فالي روفيتو (بالإيطالية: San Vincenzo Valle Roveto)‏ هي بلدية في مقاطعة لاكويلا في إقليم أبروتسو الإيطالي.

## السكان
في سنة 1861 بلغ عدد السكان 3٬709 نسمة، وتطور العدد ليصل في سنة 2011 لـ 2٬433 نسمة.
يظهر هذا المخطط البياني تطور النمو السكاني لـ سان فنتشنزو فالي روفيتو